# دوري سان مارينو 1986–87
دوري سان مارينو 1986–87 (بالإيطالية: Campionato Dilettanti 1986-1987)‏ هو الموسم 2 من  دوري سان مارينو. أشرف على تنظيمه اتحاد سان مارينو لكرة القدم، وكان عدد الأندية المشاركة فيه  9، وفاز فيه نادي لا فيوريتا.